# Frédéric Bastiat

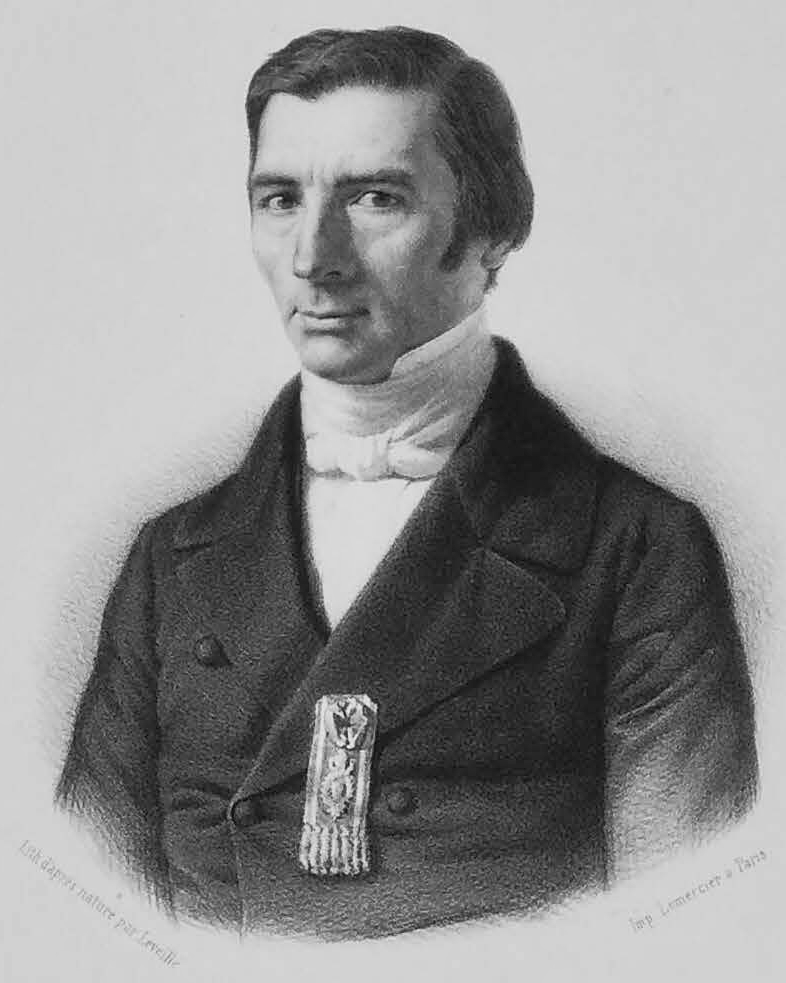
Frédéric Bastiat

Claude Frédéric Bastiat (* 30. Juni 1801 in Bayonne, Frankreich; † 24. Dezember 1850 in Rom) war ein französischer Ökonom und Politiker. Er kann zur klassischen Ökonomie gezählt werden und gilt als bedeutender Vertreter des Liberalismus und des optimistischen Harmoniegedankens.

## Leben
Seine Familie stammte aus Mugron, wo er aufwuchs, mit neun Jahren Vollwaise wurde und zu seinen Großeltern zog. Nach Schule und Studium in Saint-Sever und Sorèze arbeitete Bastiat zunächst im Geschäft seines Onkels. 1825 kehrte er nach Mugron zurück, wo er durch den Tod seines Großvaters ein beträchtliches Anwesen geerbt hatte. Nach der Julirevolution von 1830 wurde er zum Friedensrichter von Mugron ernannt. Infolge seines großen Interesses an volkswirtschaftlichen Zusammenhängen gab er sich diesem Amt mit voller Kraft hin und trat dabei für den Freihandel ein.
Sein erstes Essay, Le fisc et la vigne, veröffentlichte er 1841. Nachdem er von der Freihandelsbewegung (Manchesterliberalismus), die in England von Richard Cobden angeführt wurde, gehört hatte, begann er eine langandauernde Korrespondenz mit diesem und stellte die Bewegung seinen französischen Mitbürgern mit zahlreichen Übersetzungen von Werken und Briefen in seinem Werk Cobden et la ligue vor.
Mit dem 1844 veröffentlichten Aufsatz L’influence des tarifs anglais et français im Journal des Économistes begann er seine Laufbahn als Ökonom. In kurzer Folge erschienen weitere Schriften von ihm, unter anderem die satirische Petition der Kerzenmacher, die sich bei der Regierung über die Sonne beschwerten, weil diese als ausländische Konkurrentin den Konsum von Kerzen reduziere.
Bastiat gehörte 1846 zu den Mitbegründern der Vereinigung für den Freihandel in Bordeaux und wurde Sekretär des Verwaltungsrates.
Nach der Februarrevolution 1848 wurde er in die konstituierende Versammlung gewählt, später in die gesetzgebende Versammlung. Hier wurde er zum unerbittlichen Feind des Sozialismus, gegen den er in mehreren Schriften (u. a. Propriété et loi, Capital et rente, Justice et fraternité, Protectionnisme et communisme) ankämpfte. Mit Harmonies économiques veröffentlichte er 1849 seine eigene volkswirtschaftliche Lehre, welche er aus Krankheitsgründen nicht mehr beenden konnte. Er starb 1850 in Rom an Tuberkulose.

## Werk
Bastiat war ein Vertreter des Liberalismus und Kritiker des Etatismus und widmete sein Leben der Aufklärung über ökonomische Mythen in Werken wie der Parabel vom zerbrochenen Fenster oder der Petition der Kerzenmacher.
Viele Schriften Bastiats wurden zu seinen Lebzeiten von John Prince-Smith ins Deutsche übersetzt. Große Bekanntheit erlangte das von ihm geprägte Geflügelte Wort „L’État c’est la grande fiction à travers laquelle tout le monde s’efforce de vivre aux dépens de tout le monde.“ („Der Staat ist eine große Fiktion, wonach jedermann danach strebt, auf Kosten jedermanns zu leben.“)
Frédéric Bastiat wird heute vor allem im anglo-amerikanischen Raum sowie unter Vertretern der Österreichischen Schule geschätzt: Margaret Thatcher pries bei einer Frankreichreise Bastiat als ihren Lieblingsökonomen, und Henry Hazlitt baute sein einflussreiches Buch „Economics in One Lesson“ auf der Parabel vom zerbrochenen Fenster auf.